# Молодчиков Олександр Володимирович
Олександр Володимирович Молодчиков (17 серпня 1919, Київ — 11 жовтня 1997, Київ) — український дослідник історичної географії та картографії, книгознавства.

## Біографія
Народився 17 серпня 1919 в Києві. У 1938—1941 роках навчався на історичному факультеті Київського державного університету, з серпня 1941 року на історико-філологічному факультеті Саратовського університету, а з березня 1942 року на курсах перекладачів у Воєнному інституті іноземних мов Червоної армії. У грудні 1942 року був відряджений до Москви у розпорядження Українського штабу партизанського руху. 1943 року направлений у тил ворога, був заступником командира партизанського загону у з'єднанні О. Сабурова. З 1944 року — перекладач Українського штабу партизанського руху. Нагороджений орденом Червоної Зірки, медалями «Партизану Вітчизняної війни» І ступеня, «За відвагу» та іншими нагородами.
У 1945—1951 роках — співробітник МВС—МДБ УРСР. У 1951–1966 роках працював в Державній публічній бібліотеці АН УРСР, де вступив до аспірантури і закінчив її у 1954 році. У 1962 році захистив кандидатську дисертацію на тему: «Радянська книга в культурній революції на Україні (1917–1925 рр.)». У 1966–1968 роках — вчений секретар Відділу економіки, історії, філософії і права АН УРСР. У 1969–1984 роках — старший науковий співробітник відділу історіографії та джерелознавства Інституту історії АН УРСР.
Помер в Києві 11 жовтня 1997 року.

## Праці
- Українська радянська книга (1917–1964). — Київ, 1964;
- Книга і преса. — Київ, 1974 (видання 1 і 2);
- Книгодрукування на Україні. 1574–1974. — Київ, 1974 (у співавторстві);
- Советская книга в культурной революции на Украине. — Київ, 1961.